# Dianous coeruleovestitus
Dianous coeruleovestitus (лат.) — вид жуков-стафилинид из подсемейства Steninae. Эндемик Китая.

## Распространение
Азия: Китай, Гонконг.

## Описание
Мелкие коротконадкрылые жуки. Длина тела взрослых насекомых 6,0 — 6,2 мм. Основная окраска металлически блестящая, зеленовато-голубая. Ноги темнее, голубовато-фиолетовые. Булава усиков и щупики коричневые. Тело мелко пунктированное. Длина висков примерно равна половине диаметра глаза, которые занимают только часть бока головы. Глаза крупные и выпуклые. Лапки пятичлениковые (формула лапок 5—5—5). Задние тазики конической формы. Вид был впервые описан в 2000 году немецким колеоптерологом Фолькером Путцом (Volker Puthz; Limnologische Fluss-Station des Max-Planck-Instituts fur Limnologie, Шлиц, Германия).